# Grootegast
Grootegast (anhörenⓘ) war eine Gemeinde im Nordosten der Niederlande, in der Provinz Groningen. Die Gemeinde hatte 12.133 Einwohner (Stand 30. September 2018) und war 87,74 km² groß.
Grootegast war eine ländliche Gemeinde. Es gab einige kleine Dörfer, unter anderem Lutjegast. Auf Niederländisch bedeutet groote dabei groß und lutje klein. In Lutjegast wurde 1603 der Seefahrer Abel Tasman geboren. Es gibt kein Geburtshaus mehr, aber ein Denkmal und eine Straße erinnern an ihn.

## Politik

### Fusion
Grootegast wurde zum 1. Januar 2019 mit Leek, Marum und Zuidhorn zur neuen Gemeinde Westerkwartier zusammengeschlossen.

### Sitzverteilung im Gemeinderat
Der Gemeinderat wurde von 2002 bis zur Gemeindeauflösung folgendermaßen gebildet:
| Partei       | Sitze | Sitze | Sitze | Sitze |
| Partei       | 2002  | 2006  | 2010  | 2014  |
| ------------ | ----- | ----- | ----- | ----- |
| VZ2000       | 3     | 3     | 3     | 4     |
| CDA          | 5     | 5     | 4     | 4     |
| ChristenUnie | 3     | 3     | 3     | 3     |
| VVD          | 2     | 1     | 2     | 2     |
| PvdA         | 2     | 3     | 2     | 1     |
| GroenLinks   | —     | —     | 1     | 1     |
| Gesamt       | 15    | 15    | 15    | 15    |

Aufgrund der Fusion zum 1. Januar 2019 fanden die Wahlen für den Rat der neuen Gemeinde Westerkwartier am 21. November 2018 statt.

### Bürgermeister
Vom 5. Oktober 2016 bis zum Zeitpunkt der Gemeindeauflösung war Ard van der Tuuk (PvdA) kommissarischer Bürgermeister der Gemeinde. Zu seinem Kollegium zählten die Beigeordneten Sjabbo Smedes (CDA), Mark de Haan (ChristenUnie), Elly Pastoor-Meuleman (PvdA) sowie der Gemeindesekretär Eric Paré.

## Persönlichkeiten
- Cornelius Van Til (1895–1987), in Grootegast geborener reformierter Theologe, Hochschullehrer und Autor
- Janna van Kooten (* 2004), Schwimmerin